# Camp Val Notre-Dame
Pour les articles homonymes, voir Notre-Dame.
Le camp Val Notre-Dame est une colonie de vacances établie en 1957, dans le Rang Sud de la Rivière Mékinac, dans la municipalité de Hérouxville, dans la municipalité régionale de comté (MRC) de Mékinac, dans la région administrative de la Mauricie, dans la province de Québec, au Canada.

## Clientèles
Depuis 1987, le Camp Val Notre-Dame est un camp de vacances familiales ouvert à l’année et visant à être accessible à tous, y compris les enfants de 0-2 ans. Le camp offre une facilité d’accès aux familles à faibles revenus grâce à une échelle de tarification selon les saisons. La mission du camp est aussi de servir les personnes handicapées, les personnes immigrantes et les groupes œuvrant auprès de clientèles vulnérables dans un contexte de loisirs familiaux et socio-culturels.
Le ministère de l’Éducation et de l’Enseignement supérieur accorde annuellement des subventions au camp, permettant ainsi d’offrir un rabais sur leur séjour aux familles à faibles revenus.
Dans l’histoire du camp, de nombreux groupes ont séjourné sur ce site pittoresque entouré de la nature, tels les scouts, les louveteaux. Par ailleurs, d’autres groupes y tenaient des événements, tels l’AFÉAS et l’Âge d’Or qui participaient à des « journées vertes ». En sus, le championnat provincial de tir à l’arc se tenait à chaque année sur ce site.
Le camp a conclu une entente avec des groupes familiaux de Montréal, notamment: Maison à petits pas, La Maison d’Haïti, L’Association musulmane du Canada et le Regroupement des Marocains du Canada. Le camp reçoit notamment des groupes multiethniques pour des séjours d’une semaine. Outre les événements associatifs, le camp accueille aussi des groupes pour des événements familiaux (ex. : mariage, rencontres de familles) ou des événements corporatifs.
Par ailleurs, le camp s’avère une halte sur la piste équestre, offrant divers services aux cavaliers notamment un restaurant et l’hébergement, ainsi qu’une aire de repos pour les chevaux.

## Accréditations
Le Mouvement québécois des vacances familiales a accrédité ce camp. Cet organisme évalue notamment la qualité de l’hébergement, la sécurité des activités et des équipements, ainsi que la formation du personnel d’animation. Le camp est aussi membre auprès de l’organisme Tremplin santé; la mission de cet organisme consiste à promouvoir la pratique d’activités physiques ainsi qu’une saine alimentation.

## Propriétaire et membres
En 1957, ce site avait été acquis par l’Institut des Frères de Saint-Gabriel de Champlain. La compagnie sans but lucratif « Camp Val Notre-Dame inc » a été immatriculée le 27 avril 1978 pour l’exploitation des activités du camp. Cet organisme a été en activité jusqu’en octobre 1986, soit à la vente du camp.
Les droits fonciers du camp Val Notre-Dame appartiennent depuis octobre 1986 à l’organisme « Rendez-vous familiale Pointe St-Charles inc ». Leur mission est de permettre l’accessibilité aux vacances en plein-air aux familles à faible revenu, aux personnes handicapées, aux personnes immigrantes et groupes œuvrant auprès de clientèles vulnérables dans un contexte de loisirs familiaux et socio-culturel.
Cet organisme à but non lucratif en économie sociale, est né en 1971, à la suite de besoins manifestés dans le quartier Pointe Saint-Charles à Montréal. Le début de l’organisme est l’initiative de Mme Rose-Alma Girard, mère de 11 enfants, originaire de Thetford Mines, impliquée socialement dans son quartier de Pointe Saint-Charles.
Annuellement depuis 2015, habituellement en mai, le camp organise un souper-bénéfice aux homards à volonté afin de lever des fonds au profit des activités du camp.
En 2020, le camp compte environ 300 familles membres provenant de tous les coins de la province. Les membres bénéficient de rabais lors de leurs séjours au camp. En 1975, une douzaine de familles était membres du camp. En 2004, elles étaient 250 familles.

## Géographie
Le domaine du camp couvre 11,3 hectares chevauchant les lots 418 et 419 du Rang Sud de la Rivière Mékinac.
Le camp est aménagé sur la rive nord du lac Ayotte (lac artificiel), autour de la confluence de la rivière Mékinac du Sud et du cours d’eau Mongrain. L’entrée du camp est située à 4,5 km à partir de l’intersection de la route 153 au village de Hérouxville; soit 3,0 km vers le nord-ouest par le chemin du rang Saint-Pierre-Nord; puis 1,5 km vers le nord-est par le chemin Val Notre-Dame. L’entrée est située à gauche après le pont enjambant un coude de la rivière Mékinac du Sud.
Le « Rendez-vous familial Pointe St-Charles inc. » possède un barrage érigé en 1982 sur la rivière Mékinac du Sud situé à 160 m en aval, soit au sud-ouest du pont enjambant le lac Ayotte. Ce barrage en béton-gravité comporte une longueur de 35,7 m et une hauteur de 2,8 m, formant un lac artificiel de 0,8 ha, à une altitude de 151 m et d’une longueur de 0,7 km servant notamment au canotage et à la baignade. Le bassin versant en amont du barrage est de 26 km. Ce lac est muni d’une petite digue de vannes et d’un déversoir. Le courant de la rivière Mékinac du sud se déverse en aval successivement dans la rivière Mékinac du Nord, la rivière des Envies et la rivière Batiscan.
La statue de la Vierge Marie avait été installée vraisemblablement à l’été 1961 sur le premier barrage sur la rivière Mékinac du Sud situé à la hauteur du camp dans un coude du lac Ayotte; ce monument avait été érigé grâce à une souscription populaire débutée en octobre 1960 au sein des Amicales St-Gabriel,. Ce premier barrage érigé sous le pont actuel a vraisemblablement été en opération entre 1957 et 1982.
Le pont du chemin Val Notre-Dame enjambe un coude de ce lac artificiel.

## Bâtisses et infrastructures
Les bâtisses du camp sont disposées autour d’une boucle formée par une route privée; l’intérieur de la boucle s’avère un grand terrain pour les activités sportives, notamment le soccer et la patinoire, ou les ralliements extérieurs. Lors du 25e anniversaire en 1982, le camp était doté de dortoirs, d’une cafétéria et de la chapelle. Le camp était alors en campagne de financement pour rénover la chapelle et d’autres installations. Dans les années 1980, il y eut plusieurs projets Canada au Travail qui ont permis diverses améliorations aux installations. Chaque bâtisse et chaque salle sont identifiées selon une espèce d’arbre.
Les services d’hébergement sont actuellement offerts dans :
- les deux unités multifamiliales (occupation maximale de 12 personnes chacune) désignés « Les Bouleaux »;
- les 16 chalets (de 6 à 28 places chacun) regroupés en quatre bâtiments désignés Pins, Épinettes, Peupliers et Trembles, construits en 1990;
- l’auberge Les Cèdres qui comprend 7 chambres pour une capacité totale de 21 personnes. Elle avait été réaménagée en 2001;
- l’auberge Les Mélèzes (capacité de 40 personnes en hébergement) est souvent réservée avec la salle de réception secondaire, les Érables (capacité de 50 personnes), pour des séjours de groupes. Elle avait été réaménagée en 2002.

Les repas se prennent généralement à la cafétéria (construite en 1991), désignée salle Les Chênes, qui a une capacité de 200 places. Tandis que le bâtiment administratif est désigné "Les Bouleaux", soit l’accueil du camp.

## Activités et services offerts
Au début des années 1980, le camp opérait 10 mois par année (sauf décembre et avril) avec une capacité de séjours de 350 jeunes (de 7 à 15 ans) répartis en petits groupes (d’une à deux semaines) généralement pour la période de fin juin à la mi-août. Le camp était alors dirigé par le frère Marcel Monette (1920-2002) et une équipe de 18 moniteurs expérimentés, âgés de 18 à 23 ans, et qui se destinaient généralement vers la vocation religieuse. En 1984, le camp opérait déjà toute l’année. Des offices religieux s’y déroulaient régulièrement à la chapelle jusqu’en 1985.
Les activités organisées pour les jeunes visent à développer leur esprit d'équipe, leur habilité, leur débrouillardise et leur résistance physique par des jeux et des activités les plus divers. Les activités souvent thématiques sont supervisées par une équipe d’animateurs.
En été, les principales activités sont notamment: baignade à la piscine, activités nautiques sur le lac (canots), vélo, l’hébertisme, les randonnées dans la nature, le camping-sauvage, le tir à l’arc, le soccer, le volleyball, la balle-molle, la découverte des sciences naturelles, feux de camp, jeux intérieurs. Les usagers peuvent se baigner dans une zone délimitée du lac formé artificiellement par un barrage sur la rivière Mékinac du Sud. Ce lac est muni d’une petite digue de vannes et d’un déversoir.
En hiver, le ski de fond, la raquette, la glissade avec tube et la patinoire sont très populaires. Des pistes de ski de randonnées et de raquettes ont été aménagées.
Le camp offre un programme spécial lors de la relâche scolaire qui se déroule habituellement en fin février ou début mars. Il offre aussi un camp de jour en été. Le camp offre aussi un service de traiteur au public.

## Histoire du camp
Conrad Ayotte (marié à Lucinda Trépanier), originaire de Saint-Séverin et un dirigeant d’un cercle Lacordaire, a été le premier à commencer l’aménagement du site pour des fins récréatives sur les lots 418 et 419. Il a construit le premier barrage en bois à cette hauteur sur la rivière, désigné localement la « dam à Ayotte », créant ainsi le lac Ayotte. Ce lac artificiel sur la rivière Mékinac du Sud a été nommé "lac Ayotte" selon son patronyme de famille.
Le site a été acquis le 29 juin 1957 de Conrad Ayotte par l'Institut des frères de Saint-Gabriel de Champlain. En 1957, les nouveaux propriétaires ont aussitôt construit un pont sur l'ancien barrage.
En juillet 1964, la noyade de Réjean Béland (11 ans), fils de M. et Mme Paul Béland d’Hérouxville, est survenue dans le lac Ayotte.
Le camp Val Notre-Dame a été fondé en 1957 par Lucien Carpentier (1912-1994), frère de St-Gabriel (pseudonyme religieux frère Robert-François), originaire de Saint-Adelphe et fils de Dosithée Carpentier. De retour en Mauricie en 1953, Lucien Carpentier a été directeur pendant 3 ans de l’école Chapais (1953-1957) de la Commission scolaire Saint-Odilon, au Cap-de-la-Madeleine et directeur (jusqu’en 1965) du juvénat Notre-du-Rosaire à Champlain. Il a été supérieur provincial des frères de Saint-Gabriel à Champlain. Il a consacré sa carrière dans l’éducation, comme professeur et directeur d’école. Il a longtemps été rédacteur de revues et bulletins de la communauté et de la JEC (Jeunesse Étudiante Catholique). Après sa carrière, Lucien Carpentier s’est consacré à partir de 1981 à « Aveugle à l’écoute », soit un service d’écoute aux malheureux, qu’il avait mis sur pied après être devenu aveugle en 1978,,.
Règle générale, de 1957 à 1986, les activités du camp Val Notre-Dame sont réservées aux garçons. De 1957 à 1970, le camp avait une vocation sacerdotale; les campeurs fréquentant le camp Val Notre-Dame se destinaient généralement à la vie religieuse. Dans les années 1970, les séjours estivaux sont destinés aux jeunes garçons de 8 à 13 ans. Les campeurs étaient généralement recrutés par le biais d’offres d’activités parascolaires dans les écoles de la Mauricie dirigées par les frères de Saint-Gabriel, notamment : école Chapais (Cap-de-la-Madeleine), Saint-Odilon (Cap-de-la-Madeleine), Saint-Georges de Champlain (1952-1964), Juvénat Notre-Dame-du-Rosaire à Champlain, Saint-Albert (1957-1964) de Shawinigan-Sud, Collège Saint-Sauveur (1955-?), Collège Saint-Gabriel de Saint-Stanislas (1894-1972) et l’Institut secondaire Montfort (Shawinigan-Sud) (1962-?).
Le camp a été dirigé de 1972 à 1982 par Frère Marcel Monette (pseudonyme Frère Alphonse-Gabriel) de la communauté des Frères Saint-Gabriel. En plus d’être une colonie de vacance, le camp a servi initialement de lieu de retraite pour les prêtres. En 1968, le camp avait une capacité de séjour de 260 jeunes durant l’été et le frère Julien était le chef de camp.

### 1957 à 1986 - Période des Frères de Saint-Gabriel
- 1957 - Aménagement d'un pont sur le barrage initial sur la rivière Mékinac du sud[15]. Ouverture du camp par l’Institut des Frères de Saint-Gabriel de Champlain.
- 1960 (5 juin) – Retrouvailles de 600 personnes des Amicales St-Gabriel avec un pique-nique et de nombreuses activités en plein air[26].
- 1969 - Accréditation du camp Val Notre-Dame par l’Association des Camps du Québec[27].
- 1981 (21-30 août) – Première édition du Festival des bois d’Hérouxville tenu au camp Val Notre-Dame, sous l’égide du Club Optimiste local. Le programme du festival comportait des kiosques, des démonstrations d’archers, des concours de sciotte, de déchargement, en plus d’une journée agricole et d’un concours de pêche.
- 1982 – Célébration du 25e anniversaire du camp avec diverses activités. Un grand « 25 » a été accroché à la cime des arbres au sommet d'une montagne voisine[12]. Note: Il s’agit sans doute d’une petite montagne (élévation d’environ 18 m plus haute que le site du camp) située à proximité à l’est du camp, car la montagne "Le Chaudron" (élévation de 243 m) est située à 2,2 km au nord-ouest. Branchement du camp au réseau de l’aqueduc municipal. Érection d'un nouveau barrage en béton-gravité.
- 1984 – Diverses rénovations sont effectuées grâce à une subvention de 54 000 $ du gouvernement fédéral.
- 1986 – Aucune activité n’a été organisé à l’été 1986 car la communauté religieuse était en négociation en vue de la cession du camp à l’organisme « Rendez-vous familial Pointe St-Charles inc.».

Habituellement en juin, la Fédération des Amicales de Saint-Gabriel ou l’amicale de Saint-Tite (fondée en 1937 par le Dr. J.G.A. Marchand) tenait un pique-nique annuel; cet événement a été tenu au camp Val Notre-Dame, notamment en 1960, 1961, 1981, 1983, 1984 et 1985. Habituellement, les Amicales des Provinces de Montréal et de Champlain prenaient part à ce ralliement d’amis de la communauté des frères, dont les épouses et les enfants des anciens élèves des Frères Saint-Gabriel. Chaque école dirigée par les Frères de Saint-Gabriel avait son groupe d’Amicales. Plus de 600 personnes ont participé à celui de 1960.

### 1986 à aujourd’hui - Période du «Rendez-vous familial Pointe St-Charles inc»
Sous l’égide des nouveaux propriétaires, le camp prit une expansion significative grâce à une série de subventions gouvernementales, qui ont permis la construction de nouvelles bâtisses et à la mise-à-niveau des installations.
- Octobre 1986 - Le camp Val Notre-Dame est acquis par l’organisme à but non lucratif « Rendez-vous familial Pointe St-Charles Inc » qui avait été créé en 1971. Dorénavant les activités du camp deviennent mixtes (garçons et filles) et familiales.
- 1987 – Annonce d’un projet d’investissement de 250 000 $ pour y construire quatre grandes unités familiales (munies de huit chambre chacune) dès l’été 1987, ainsi que pour rénover l’ensemble du site[31].
- De 1987 à 1989, le camp a accueilli, en plus des familles, des personnes handicapées et des enfants seuls[7].
- 1989 – Le gouvernement du Québec accorde au camp une subvention de 500 000 $ répartie sur trois ans[32].
- Automne 1989-hiver 1990 - Construction de seize unités familiales en quatre bâtiments, qui sont utilisées dès l’été 1990[11].
- Printemps 1991 - Construction d’une nouvelle cafétéria d’une capacité de 200 places. Lors de leur assemblée générale annuelle à l’automne 1991, les membres de l’organisme en font l’inauguration. Dorénavant, les assemblées générales des membres se déroulent toujours au camp, jumelé d’une fin de semaine de corvée. L’ancienne cafétéria sera dorénavant utilisée comme gymnase[7].
- Au printemps 1996 - Aménagement d’une piscine et d’une pataugeoire pour les tout-petits; ces installations sont en opération en juillet. Le terrassement est finalisé au début de l’été 1997[7].
- Été 1999 - Le personnel inaugure le bâtiment « Les Bouleaux » lequel abrite tout le personnel sous un même toit dans la partie l’arrière; l’administration à l’avant[7].
- Été 2001 – Conversion du dortoir « Les Cèdres » en sept chambres familiales afin d’y accueillir des familles de trois personnes et moins.
- 2002 - Un directeur de camp est engagé sur une base permanente; il s’agit de Gilles Brûlé, gradué en récréologie de l’UQTR. Cette nouvelle fonction libère significativement les membres du conseil d’administration et contribue à l’augmentation des locations hors saison estivale.
- Hiver 2004 - Le dortoir « Les Mélèzes » est rénové afin de permettre à sept familles de 4 personnes et plus d’y séjourner en chambre familiale; la bâtisse comporte un grand salon commun.
- 2004 (1er mai) – Souper et soirée commémorative du centenaire d’Hérouxville, pour honorer les cinq maires de la municipalité, qui sont encore vivants, parmi les 15 personnalités ayant exercé la fonction de maire dans l’histoire[33].
- 2013 – Aménagement d’un abri à chevaux et cavaliers sur la piste équestre qui passe par le camp Val Notre-Dame lequel participe activement au développement du tourisme équestres qui bénéficie alors d’environ 200 kilomètres de sentiers dans la MRC Mékinac[34],[35].
- 2020 – Suspension depuis mars 2020 et pour une période indéfinie des activités du camp, à la suite de l’imposition de mesures sanitaires par le gouvernement pour lutter contre la pandémie mondiale du Coronavirus Covid-19[36]. Conséquemment, en mai 2020, à l’initiative du directeur général Gilles Brûlé, le camp a offert ses cuisines à un service de popote roulante pour nourrir des personnes dans le besoin; la livraison des repas à domicile est effectuée par des bénévoles[37].

## Toponymie
Les toponymes "camp Val Notre-Dame" et « lac Ayotte » n'ont pas encore été officialisés à la Commission de toponymie du Québec. Le nom du camp est associé au culte voué à Notre-Dame, au sein de la communauté des frères de Saint-Gabriel et de la chrétienté.